# Murina kontumensis
Murina kontumensis (Son, Csorba, Tan Tu, Thong, Wu & Harada, 2015) è un pipistrello della famiglia dei Vespertilionidi endemico del Vietnam.

## Descrizione

### Dimensioni
Pipistrello di piccole dimensioni, con la lunghezza della testa e del corpo di 40 mm, la lunghezza dell'avambraccio di 32,28 mm, la lunghezza della coda di 38,5 mm, la lunghezza del piede di 7,6 mm, la lunghezza delle orecchie di 18,7 mm e un peso fino a 5 g.

### Aspetto
Le parti dorsali sono grigio-brunastre cosparse di peli dorati, mentre le parti ventrali sono marroni chiare. Una maschera facciale marrone scura è presente sul muso intorno agli occhi, in contrasto con un collare biancastro. Le orecchie hanno una leggera rientranza sul bordo posteriore, il trago è lungo ed affusolato. Il dorso degli arti inferiori, i piedi e l'uropatagio sono densamente rivestiti di corti peli bruno dorati brillanti. La parte ventrale della membrana inter-femorale invece è ricoperta di peli bianco dorati, i quali si estendono lungo i fianchi all'attaccatura con le ali.  Le membrane alari sono attaccate posteriormente alla base dell'artiglio dell'alluce. La coda è lunga ed inclusa completamente nell'ampio uropatagio. Il cariotipo è 2n=44 FN=50.

## Biologia

### Alimentazione
Si nutre di insetti.

## Distribuzione e habitat
Questa specie è conosciuta soltanto attraverso un esemplare femmina catturata nel 2014 nella riserva naturale di Ngoc Linh, nella provincia vietnamita centrale di Kon Tum.
Vive nelle foreste primarie in prossimità di corsi d'acqua a 1.780 metri di altitudine.

## Conservazione
Questa specie, essendo stata scoperta solo recentemente, non è stata sottoposta ancora a nessun criterio di conservazione.